# 薩克森-阿爾滕堡的安東妮
薩克森-阿爾滕堡的安東妮（德語：Antoinette von Sachsen-Altenburg，1838年4月17日—1908年10月13日），安哈特公爵夫人，薩克森-阿爾滕堡愛德華王子的女兒。

## 家庭
1854年，安東妮與安哈特-德紹-科滕公爵利奧波德四世的獨子腓特烈結婚，兩人共有4子2女：
1. 利奧波德（1855年—1886年）
2. 腓特烈（1856年—1918年）
3. 伊麗莎白（1857年—1933年）
4. 愛德華（1861年—1918年）
5. 艾瑞伯特（1866年—1933年）
6. 亞歷山德拉（1868年—1958年）